# Czuję się świetnie
Czuję się świetnie – polski dokumentalny film muzyczny z 1983 w reżyserii Waldemara Szarka.

## O filmie
Fabularyzowany film muzyczny o zespole rockowym Maanam – jednej z najpopularniejszych grup muzycznych w Polsce w latach 80. XX wieku.
Okres zdjęciowy: lipiec-październik 1983 (od 13 grudnia 1981 do 22 lipca 1983 obowiązywały w Polsce ograniczenia zgromadzeń wynikające z ogłoszonego stanu wojennego).

## Obsada
- Olga Jackowska
- Marek Jackowski
- Ryszard Olesiński
- Paweł Markowski
- Bogdan Kowalewski
- Grzegorz Ciechowski
- Tomasz Lengren